# París-Tours 1995
La París-Tours 1995 fou la 89a edició de la clàssica París-Tours. Es disputà el 15 d'octubre de 1995 i el vencedor final fou l'italià Nicola Minali de l'equip Gewiss-Ballan.
Era la desena cursa de la Copa del Món de ciclisme de 1995.

## Classificació general
|    | Ciclista                 | Equip                   | Temps      |
| -- | ------------------------ | ----------------------- | ---------- |
| 1  | Nicola Minali (ITA)      | Gewiss-Ballan           | 5h 45' 55" |
| 2  | Andrei Txmil (UKR)       | Lotto-Isoglass          | m. t.      |
| 3  | Sven Teutenberg (GER)    | Novell-Decca            | m. t.      |
| 4  | Jürgen Werner (GER)      | Deutsche Telekom-Merckx | m. t.      |
| 5  | Johan Capiot (BEL)       | Refin-Cantina Tollo     | m. t.      |
| 6  | Hendrik Redant (BEL)     | TVM-Gazelle             | m. t.      |
| 7  | Adriano Baffi (ITA)      | Mapei-GB                | m. t.      |
| 8  | Lars Michaelsen (DEN)    | Festina-Lotus           | m. t.      |
| 9  | Michele Bartoli (ITA)    | Mercatone Uno-Saeco     | m. t.      |
| 10 | Gabriele Missaglia (ITA) | Brescialat              | m. t.      |